# Herlify

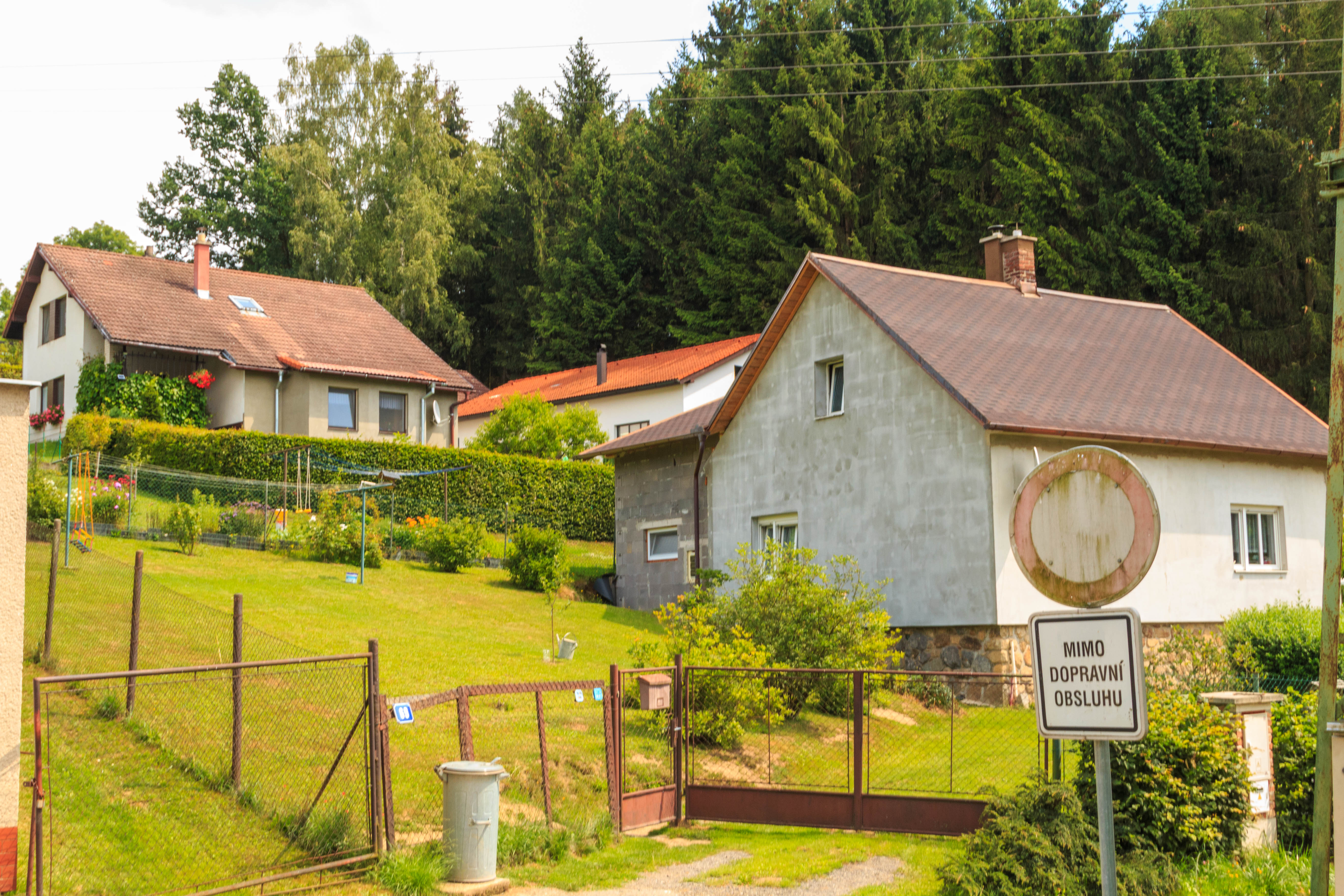
Ortsansicht

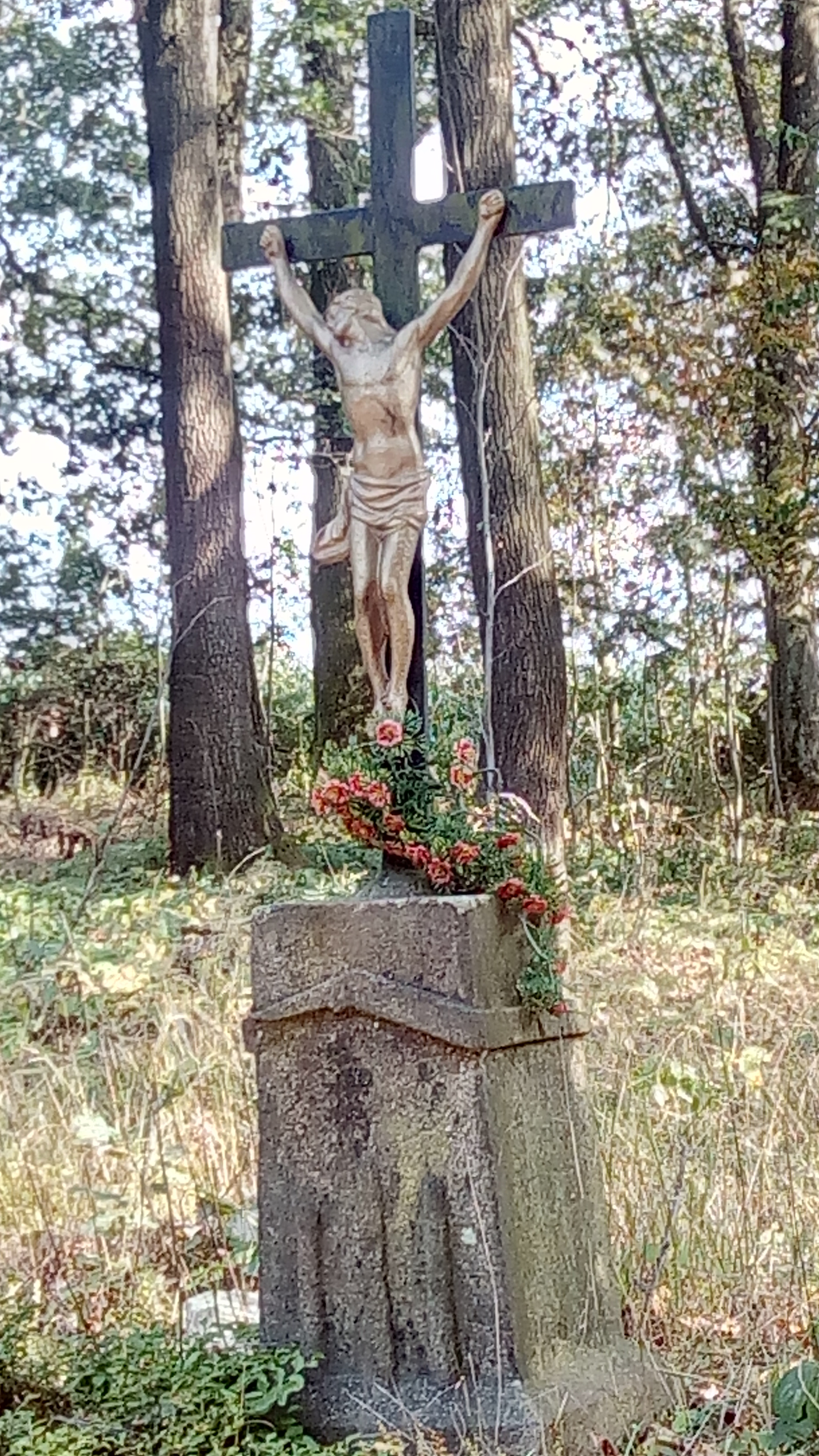
Kreuz an der Straße nach Bartoušov

Herlify, auch Rýdlov (deutsch Riedelhof), ist ein Ortsteil der Stadt Havlíčkův Brod in  Tschechien. Er liegt drei Kilometer südöstlich des Stadtzentrums von Havlíčkův Brod und gehört zum Okres Havlíčkův Brod.

## Geographie
Herlify befindet sich rechtsseitig der Šlapanka an einer Berglehne in der Hornosázavská pahorkatina (Hügelland an der oberen Sázava).  Nördlich erhebt sich der Na Kopci (476 m n.m.), im Südwesten die Skalka (463 m n.m.). Westlich der Siedlung verläuft die Bahnstrecke Znojmo–Nymburk durch das Šlapanka-Tal. Gegen Nordwesten befindet sich der Havlíčkobrodský tunel (Deutschbroder Tunnel) der Bahnstrecke Brno–Havlíčkův Brod. Östlich erstreckt sich der Wald Frantalský šprunk. Im Südosten liegen an einem unbenannten Bach die Teiche Rýdlovský rybník und Herlifský rybník.
Nachbarorte sind Stříbrný Dvůr, Termesivy und Juliin Dvůr im Norden, Dvorek, Pohled und U Eisů im Nordosten, Dlouhá Ves im Osten, Bartoušov und Ostruží im Südosten, Lipový Dvorec, Mírovka und Baštínov im Süden, Novotnův Dvůr, U Caklů und U Pšeničků im Südwesten, U Hrnčírna und Nový Svět im Westen sowie Vysočany im Nordwesten.

## Geschichte
Nach der Gründung der Stadt Brod Smilonis wurde in der Mitte des 13. Jahrhunderts in deren Weichbild in ein bis zwei Kilometern Entfernung ein Gürtel von landwirtschaftlichen Einzelhöfen der Broder Bürger angelegt. Die Bewirtschaftung der Höfe erfolgte nicht durch die Bürger selbst, sondern durch freie Erbpächter – die Höfler –, die dafür einen festen Schoss zahlten. Im Gegensatz zu den böhmischen Freihöfen waren die Höfler nicht landtäflig belehnt, sie standen mit den Eigentümern in einem erblichen emphyteutischen Verhältnis. Einer dieser Höfe war Nyklperky (Mendlova Ves), der später in den Riedl-Hof und Mendl-Hof geteilt wurde.
1714 teilte Ondřej Riedl sein Höflergut unter seinen beiden Söhnen auf. Pavel Riedl übernahm den väterlichen Hof; sein Bruder Jiří bewirtschaftete zunächst als dritter Bauer in Nyklperky 15 Strich. Später errichtete er einen eigenen einschichtigen Hof an der Šlapanka unterhalb von Termeshöfen auf dem. Nach dem Heimfall bewirtschaftete das Gut Frauenthal den Riedl-Hof in Eigenregie als Meierhof.
Im Jahre 1840 bestand die im Caslauer Kreis gelegene und nach Termeshöfen konskribierte Einschicht Riedelhof aus dem herrschaftlichen Meierhof und 4 Häusern. Pfarrort war Teutschbrod. Bis zur Mitte des 19. Jahrhunderts blieb Riedelhof dem Gut Frauenthal und Termeshöfen untertänig.
Nach der Aufhebung der Patrimonialherrschaften bildete Herlify / Riedelhof ab 1849 einen Ortsteil der Gemeinde Termesivy / Termeshof im Gerichtsbezirk Deutschbrod. Ab 1868 gehörte der Ort zum Bezirk Deutschbrod. 1869 hatte Herlify 30 Einwohner und bestand aus 7 Häusern. In den Jahren 1900 und 1910 lebten in Herlify wiederum 30 Menschen. 1930 hatte Herlify 32 Einwohner und bestand aus 6 Häusern. Ab 1938 wurde der nördlich von Herlify gelegene Sporn zwischen den Tälern der Sázava und Šlapanka mit einem 623 m langen Tunnel für die neue Bahnstrecke Brünn-Deutschbrod durchörtert. Wegen des Zweiten Weltkrieges blieb der Eisenbahnbau unvollendet. Nach der Bombardierung der Pardubitzer Fanto-Werke wurde 1944 das Projekt Dachs III zur Errichtung einer unterirdischen Raffinerie im Deutschbroder Tunnel begonnen. In der zweiten Hälfte des 20. Jahrhunderts wurden mehrere Einfamilienhäuser errichtet. Am 30. April 1976 erfolgte – zusammen mit Termesivy – die Eingemeindung nach Havlíčkův Brod. Seit dem 1. Juli 1992 wird Herlify amtlich als Ortsteil von Havlíčkův Brod geführt. Beim Zensus von 2001 lebten in den 16 Häusern des Dorfes 51 Personen.

## Ortsgliederung
Der Ortsteil Herlify bildet die Grundsiedlungseinheit Rýdlov.
Herlify bzw. Rýdlov sind Teil des Katastralbezirkes Termesivy.

## Sehenswürdigkeiten
- Wegkreuz an der Straße nach Bartoušov
- Naturdenkmal Šlapanka, Flussauen südwestlich von Herlify